# Universitatea din Manchester
Universitatea din Manchester este cea mai mare universitate din Marea Britanie, fiind formată în 2004 din fuziunea dintre Victoria University of Manchester și UMIST (University of Manchester Institute of Science and Technology). Universitatea din Manchester este o universitate de cărămidă roșie, un produs al mișcării civice universitare de la sfârșitul secolului al XIX-lea.
Campusul principal este la sud de centrul orașului Manchester pe Oxford Road. În 2016/17, universitatea avea 40,490 de studenți și 10,400 de angajați, ceea ce a făcut-o a doua universitate din Marea Britanie (din 167 inclusiv Universitatea Deschisă) și cea mai mare universitate cu un singur loc. Universitatea avea un venit consolidat de 1 miliard de lire sterline în perioada 2017-18, din care 298,7 milioane de lire sterline proveneau din subvenții și contracte de cercetare (locul 6 la nivel național, după Oxford, UCL, Cambridge, Imperial și Edinburgh).

## Profilul academic
Universitatea din Manchester are cel mai mare număr de studenți cu normă întreagă în Marea Britanie, cu excepția cazului în care colegiile Universității din Londra sunt numărate ca o singură universitate. Aceasta predă mai multe discipline academice decât orice altă universitate britanică.
Printre figurile recunoscute ale cadrelor universitare actuale se numără cercetătorul în domeniul informaticii Steve Furber, economistul Richard Nelson, scriitoarea Jeanette Winterson (care a succedat lui Colm Tóibín în 2012) și biochimistul Sir John Sulston, laureat al Premiului Nobel din 2002.

## Viață de student

### Uniunea Studenților
Universitatea Studenților din cadrul Universității din Manchester este un organism reprezentativ al studenților de la universitate și cel mai mare sindicat din Marea Britanie. Acesta a fost format din fuziunea dintre Asociația studenților UMIST și Universitatea din Manchester Union, când organizațiile mamă UMIST și Universitatea Victoria din Manchester au fuzionat la 1 octombrie 2004.
Spre deosebire de multe alte uniuni studențești din Marea Britanie, acesta nu are un președinte, ci este condus de o echipă executivă de opt membri, care au o responsabilitate comună.

### Sport
Universitatea din Manchester operează cluburi sportive prin intermediul Uniunii atletice, în timp ce societățile studențești sunt operate de Uniunea Studenților.
Universitatea dispune de mai mult de 80 de clase de sănătate și de fitness, în timp ce peste 3.000 de elevi sunt membri ai celor 44 de cluburi ale clubului Athletic Union. Societățile de sport variază foarte mult în ceea ce privește nivelul și domeniul de aplicare. Multe sporturi mai populare operează mai multe echipe universitare și echipe departamentale care concurează în ligi împotriva altor echipe din cadrul universității. Echipele includ: lacrosse, korfball, dodgeball, hochei, rugby, fotbal, baschet, netball și crichet.

### Studenți de peste mări
Universitatea din Manchester atrage mii de studenți internaționali provenind din 154 de țări din întreaga lume .

### Cămin studențesc
Înainte de a fuziona, cele două foste universități au împărtășit de mult timp facilitățile lor rezidențiale.